# 市民広場駅
市民広場駅（しみんひろばえき）は、兵庫県神戸市中央区港島中町六丁目（ポーアイ1期地区）に位置する神戸新交通ポートアイランド線（ポートライナー）の駅である。駅番号はP06。神戸コンベンションコンプレックスに位置するため「コンベンションセンター」の副駅名が付く。
当駅は神戸空港駅方面に至る系統と、北埠頭駅方面の系統（ループ線）との分岐駅となっている。後者もポートアイランド線の一部であるため、線路名称上では当駅はポートアイランド線単独駅である。

## 歴史
- 1981年（昭和56年）2月5日：ポートアイランド線の開業に伴い、開業する[1]。
- 1995年（平成7年）
  - 1月17日：阪神・淡路大震災により営業を全線休止する。
  - 5月22日：中公園駅 - 南公園駅 - 北埠頭駅間の復旧に伴い営業を再開する（全線復旧は7月31日）。
- 2004年（平成16年）
  - 11月20日・21日：神戸空港方面への延伸工事に伴う軌道切替工事により、営業を全線終日休止する。
  - 11月22日：新1番線ホームの使用を開始し、旧ホームの使用を休止する。
- 2005年（平成17年）9月10日・11日：神戸空港方面への延伸工事に伴う軌道切替工事により、営業を全線終日休止する。
- 2006年（平成18年）2月2日：神戸空港駅への延伸開業に伴い、使用休止中の旧ホームは2番線へ改称し、2番線の使用を再開する。
- 2011年（平成23年）7月1日：「コンベンションセンター」の副駅名が付けられる[1] [2][3]。

## 駅構造
相対式ホーム2面2線を持つ高架駅である。下り線は、神戸空港方に分岐器があるのに対して、上り線は分岐器や絶対信号機を持たないため、停留所に分類される。一部時間帯で駅員が配置されている。
駅舎は、2階がコンコース、3階がプラットホーム。改札内にはエレベーター、エスカレーター、AEDなどがある。改札外には多目的トイレ、コインロッカーがある。道路を挟んだ駅東側のコンベンション施設とはペデストリアンデッキによって結ばれている。駅北側にエレベーターと駅西側にエスカレーターが設置されている。
開業当初は、現在の2番線にあたるホーム（当時は番線表記なし）のみの片面1面1線で、北埠頭方向のみ（案内は三宮行き）の一方通行であった。神戸空港延伸事業による複線化で現在の1番線ホームにあたるホームが増設されている。

### のりば
| 番線 | 路線            | 行先                 |
| ---- | --------------- | -------------------- |
| 1    | ■ポートライナー | 神戸空港・北埠頭方面 |
| 2    | ■ポートライナー | 三宮方面             |

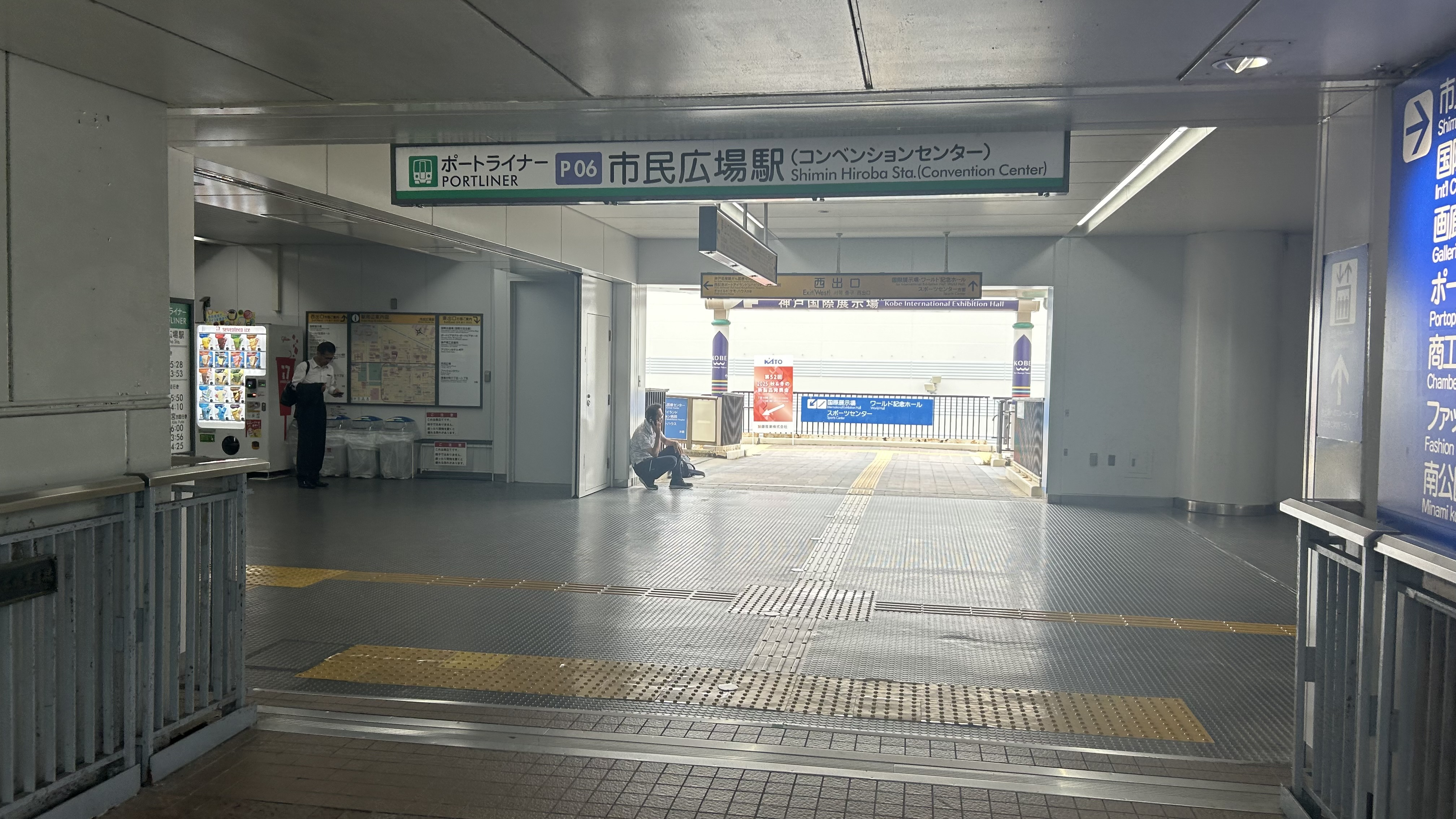
東口
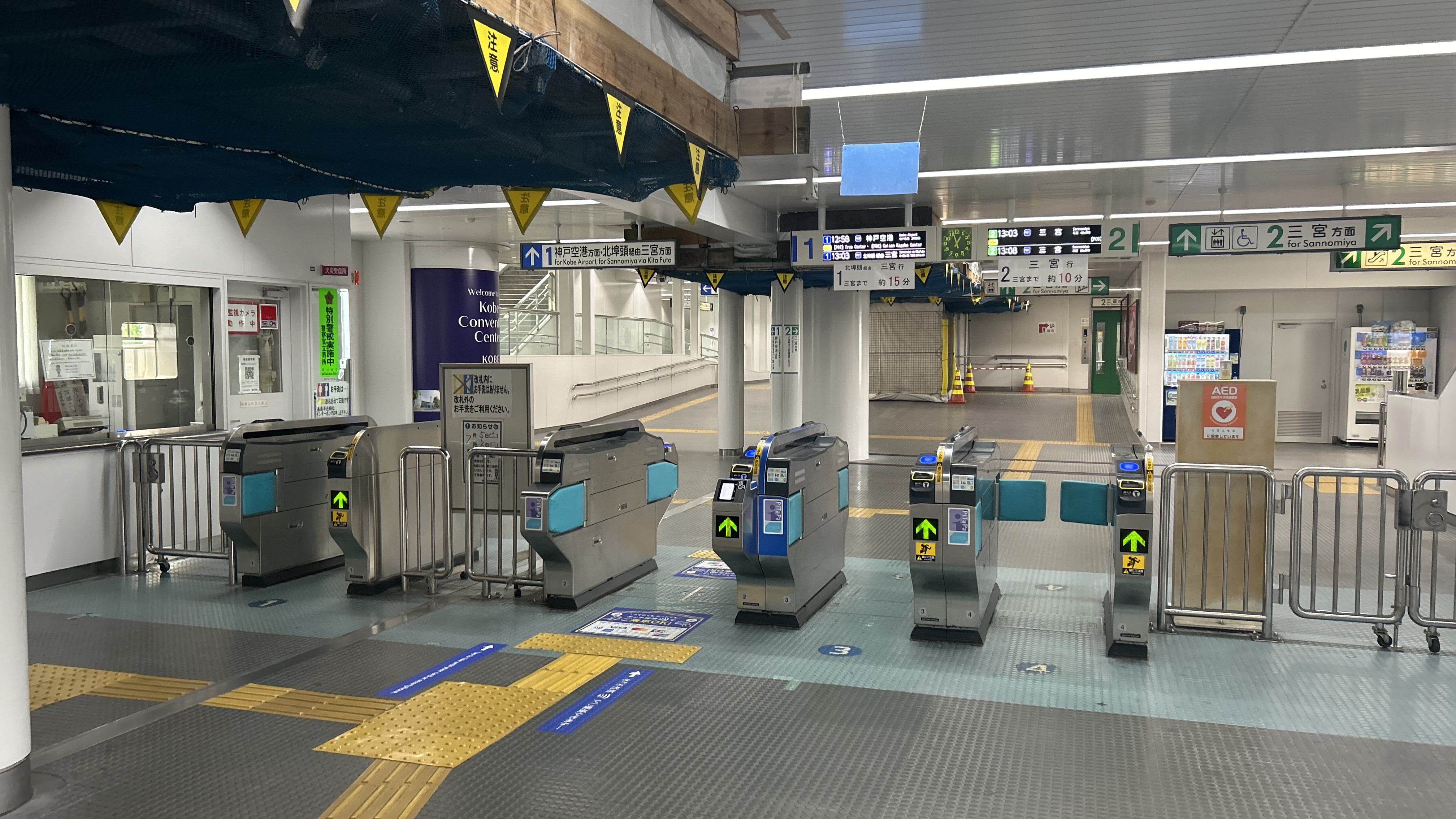
改札口
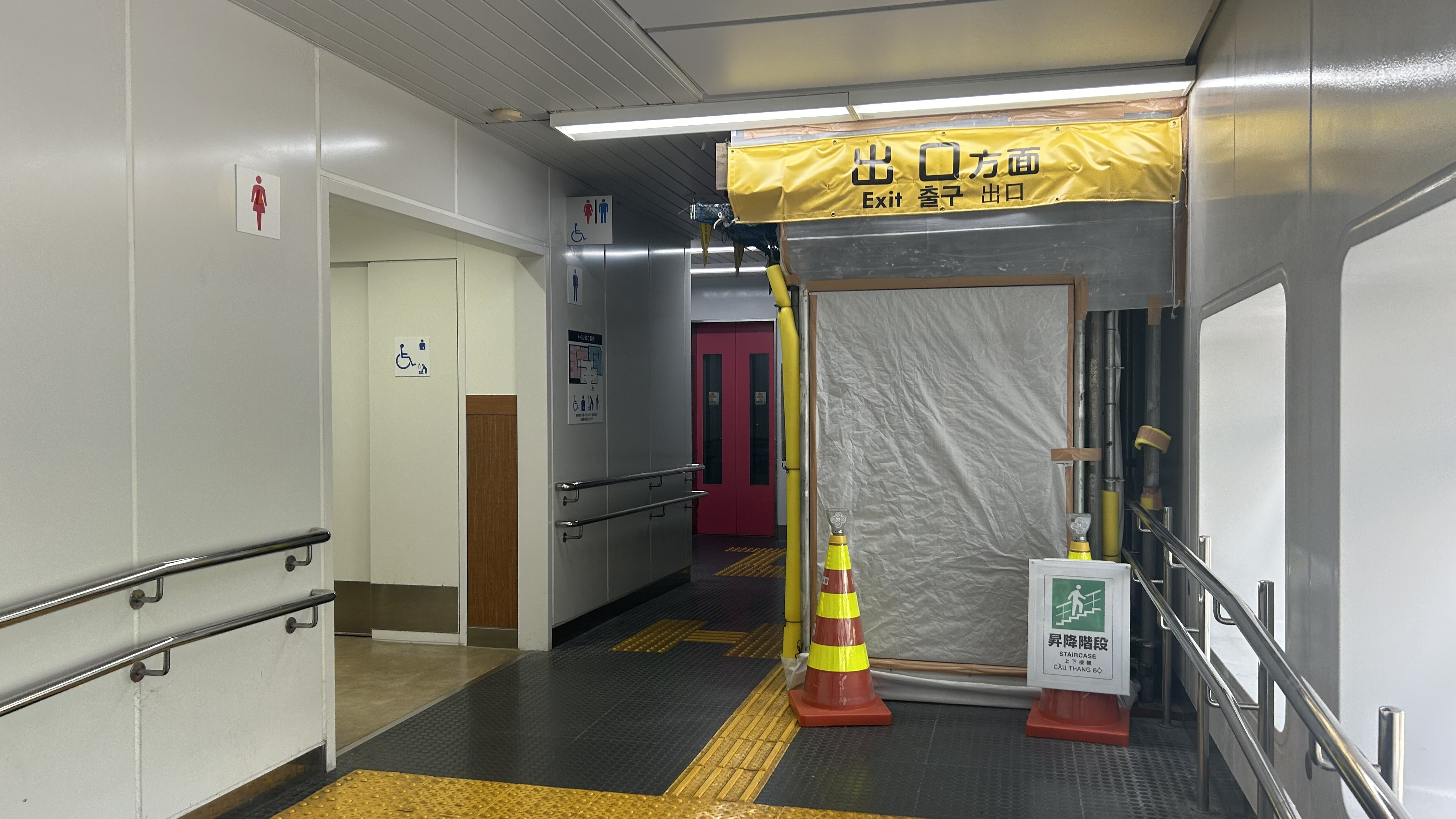
トイレ
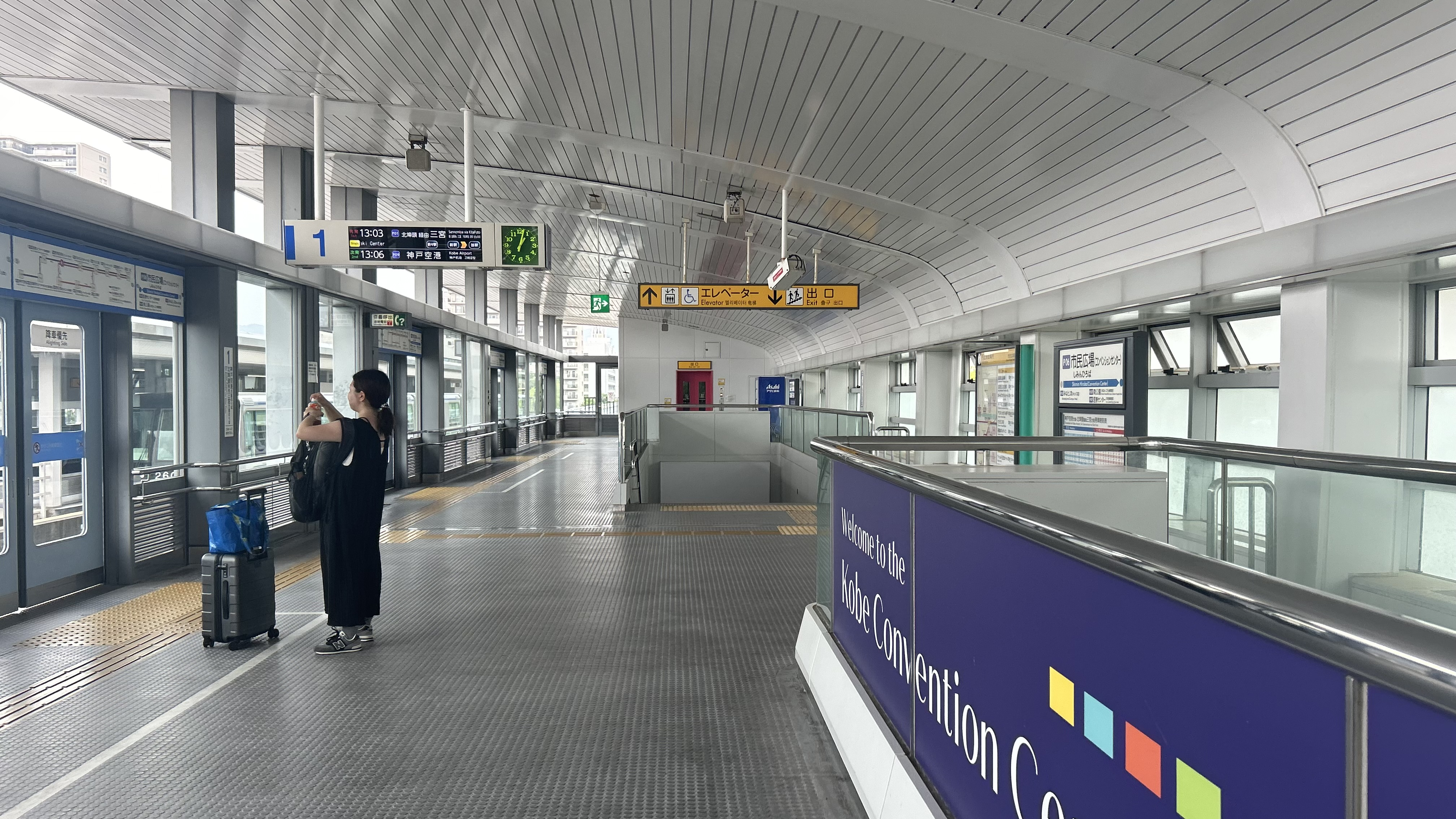
1番線ホーム
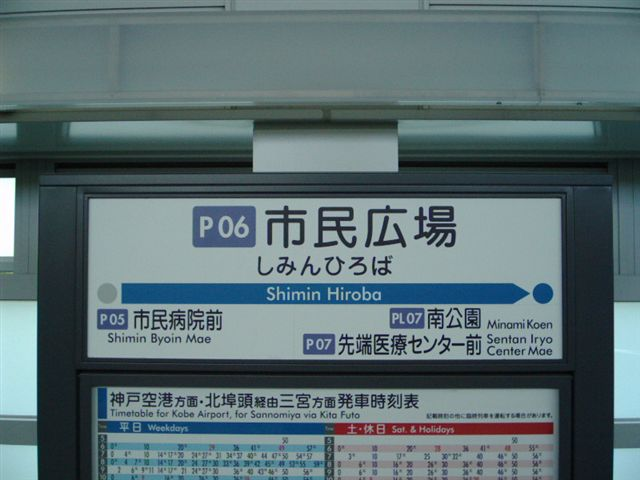
旧駅名標 (1番線)
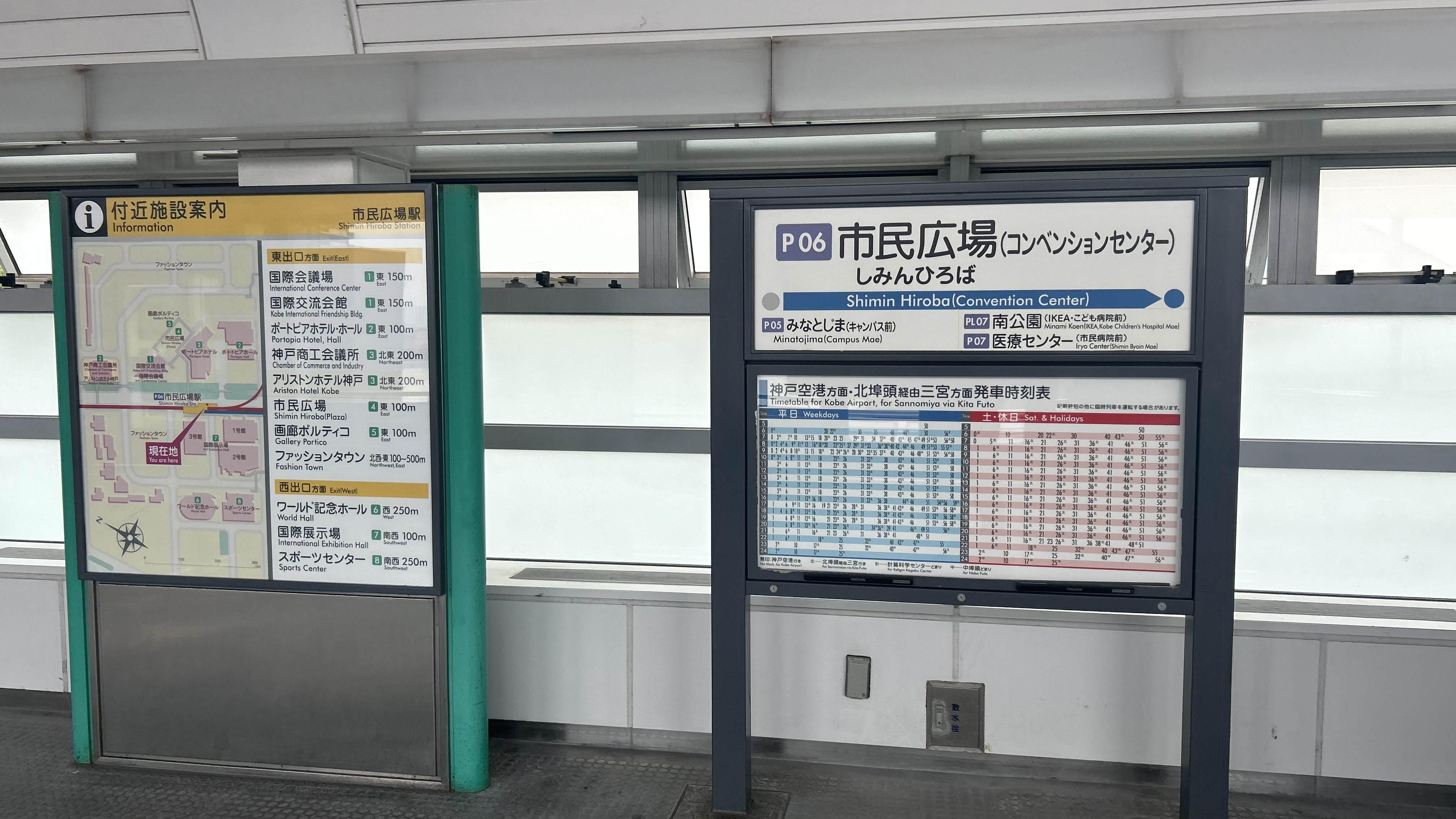
現駅名標 (1番線)
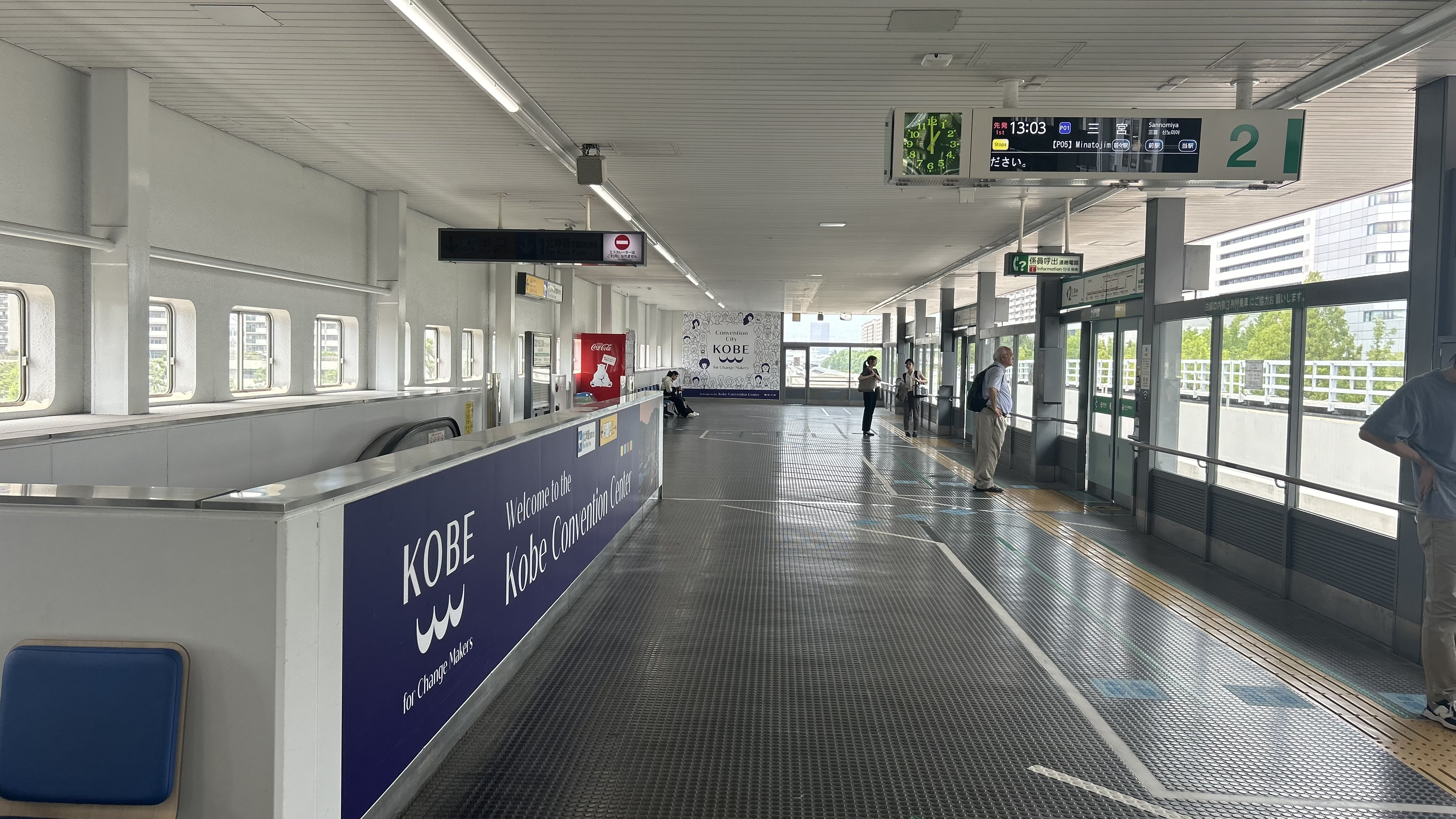
2番線ホーム
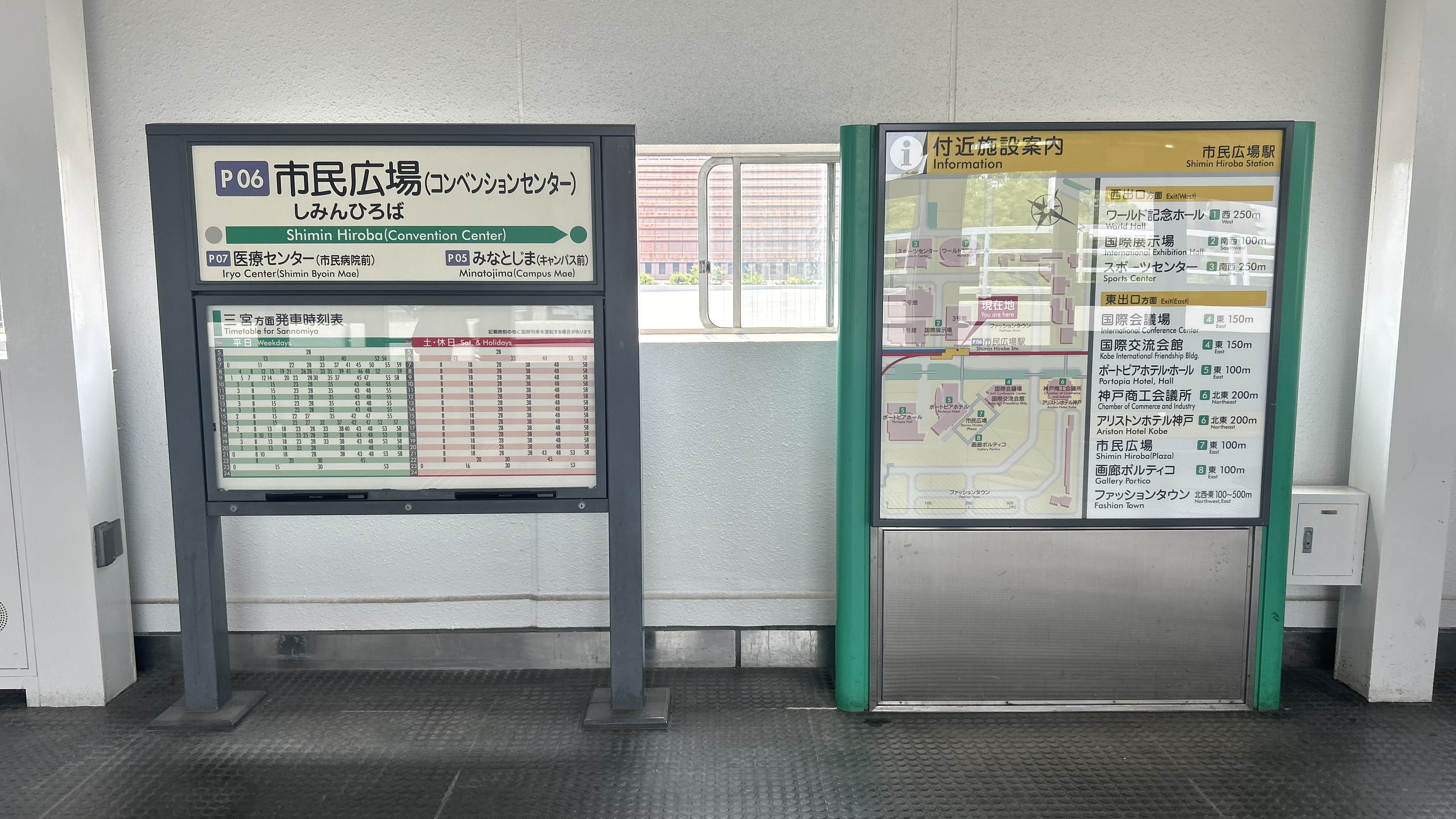
現駅名標 (2番線)
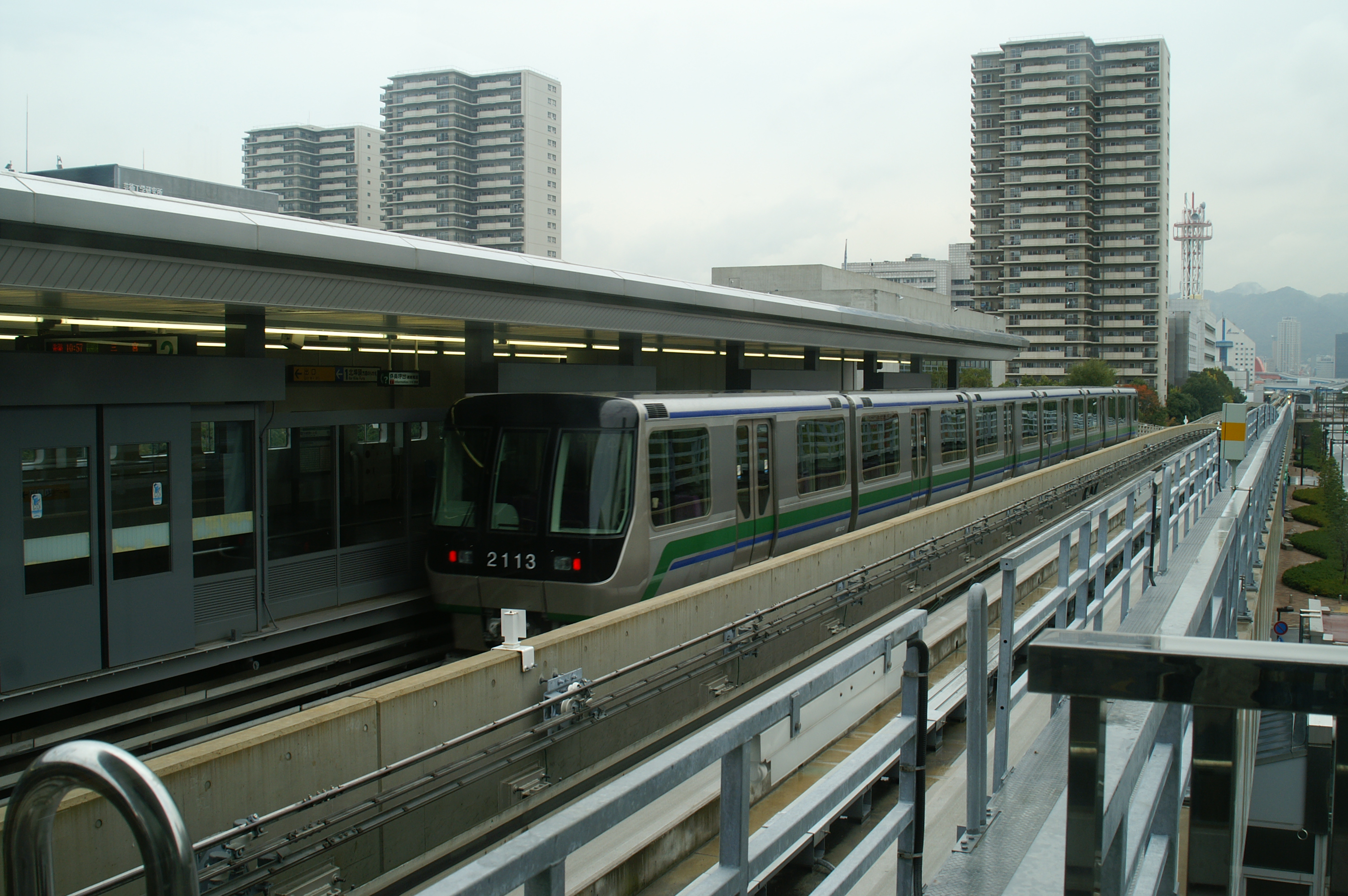
2番線ホームから発車する2000型

### ダイヤ
下りの日中時間帯は1時間あたり15本発車する。朝ラッシュ時は約2 - 3分間隔で発車する。

## 利用状況
2019年（令和元年）度の1日あたりの平均乗車人員は7,404人で、神戸新交通の駅では第6位、ポートアイランド線では三宮駅、みなとじま駅、医療センター駅に次いで第4位。ワールド記念ホール等駅周辺施設でイベントが開催される際には大変混雑し、入場規制が課される場合もある。当駅で混雑が予想される場合は、事前にその旨を伝える車内放送が流れるようになっている。
1989年（平成元年）以降の年度別1日平均乗車人員の推移は下記の通りである。
| 年度               | 1日平均 乗車人員 |
| ------------------ | ---------------- |
| 1989年（平成元年） | 6,677            |
| 1990年（平成02年） | 6,299            |
| 1991年（平成03年） | 4,997            |
| 1992年（平成04年） | 5,120            |
| 1993年（平成05年） | 5,575            |
| 1994年（平成06年） | 5,402            |
| 1995年（平成07年） | 4,236            |
| 1996年（平成08年） | 4,839            |
| 1997年（平成09年） | 4,238            |
| 1998年（平成10年） | 3,953            |
| 1999年（平成11年） | 3,825            |
| 2000年（平成12年） | 3,760            |
| 2001年（平成13年） | 3,616            |
| 2002年（平成14年） | 3,493            |
| 2003年（平成15年） | 3,482            |
| 2004年（平成16年） | 3,464            |
| 2005年（平成17年） | 3,802            |
| 2006年（平成18年） | 4,882            |
| 2007年（平成19年） | 5,386            |
| 2008年（平成20年） | 5,475            |
| 2009年（平成21年） | 5,230            |
| 2010年（平成22年） | 5,657            |
| 2011年（平成23年） | 5,797            |
| 2012年（平成24年） | 6,175            |
| 2013年（平成25年） | 6,395            |
| 2014年（平成26年） | 6,581            |
| 2015年（平成27年） | 7,213            |
| 2016年（平成28年） | 7,271            |
| 2017年（平成29年） | 7,274            |
| 2018年（平成30年） | 7,822            |
| 2019年（令和元年） | 7,404            |

## 駅周辺
- 神戸コンベンションコンプレックス
  - 神戸ポートピアホテル[1]
  - ポートピアホール
  - ワールド記念ホール[1]（案内放送あり）
  - 神戸市立ポートアイランドスポーツセンター（案内表示あり）
  - 神戸国際交流会館
    - 神戸国際会議場（案内放送あり）

  - 神戸国際展示場[1]（案内放送あり）
  - 神戸商工会議所会館
  - アリストンホテル神戸
  - ホテルパールシティ神戸

ファッションタウン
- 大月真珠本社
- メノガイア本社
- ワールド本社
神戸医療産業都市
  - 神戸低侵襲がん医療センター
  - チャイルド・ケモ・ハウス
  - 西記念 ポートアイランドリハビリテーション病院
  - 神戸市立医療センター看護師寮 新港島職員寮

## 隣の駅
神戸新交通
■ポートアイランド線（ポートライナー）
（神戸空港発着）
みなとじま駅 (P05) - 市民広場駅 (P06) - 医療センター駅 (P07)
（北埠頭方面行き）
みなとじま駅 (P05) → 市民広場駅 (P06) → 南公園駅 (PL07)